# زیردریایی کلاس-ام (اتحاد جماهیر شوروی)
زیردریایی کلاس-ام (اتحاد جماهیر شوروی) (به انگلیسی: Soviet M-class submarine) یک کلاس از زیردریایی است که طول آن VI to XII: 37.50 m می‌باشد.